# Valle di Corteno
La Valle di Córteno o Valdicórteno (in camuno Al de Córten) è una valle della Lombardia nord-orientale, tributaria laterale della Val Camonica. Questa vallata inizia a Edolo, a 690 m, risale verso occidente e termina in testata al passo dell'Aprica 1172 m. È percorsa dal torrente Ogliolo, che si congiunge al fiume Oglio presso il bacino idrico di Edolo. Dal punto di vista orografico separa le Alpi Retiche meridionali a nord dalle Alpi Orobie a sud.

## Comuni
I nuclei abitati che si incontrano risalendola verso il passo dell'Aprica sono:
- Edolo
- Vico
- Cortenedolo
- Santicolo
- Megno
- Lombro
- Doverio
- Ronco
- Corteno Golgi
- Piazza
- Galleno
- Sant'Antonio
- San Pietro in Aprica

Nella parte est della valle, l'unico borgo situato sul versante sud (vago) è Santicolo; nell'ovest, invece, ci sono Piazza-Domàz, Les-Campagnola-Sant'Antonio e, parzialmente, San Pietro.

## Accessi
La valle di Córteno è percorsa dalla strada statale 39 del Passo di Aprica, dalla quale si staccano vie comunali che raggiungono i piccoli abitati.